# Pogorje, Beljak
Pogorje (nemško Pogöriach) je naselje Statutarnega mesta Beljak na Koroškem v Avstriji.